# ジョージ・ランプルー
ジョージ・ランプルー（George William Lamplugh、1859年4月8日 - 1926年10月9日）は、イギリスの地質学者である。
1892年から英国地質調査所で働き、のちに副所長になった。1918年から1920年までロンドン地質学会の会長を務めた。白亜紀の地層の研究や、氷河の研究で知られる。アラスカのグレイシャー湾の13kmの長さのランプルー氷河に命名された。1905年王立協会フェロー選出。

## 受賞歴
- 1901年: ビグスビー・メダル（ロンドン地質学会）
- 1925年: ウォラストン・メダル（ロンドン地質学会）